# Championnat d'Afrique des nations féminin de handball 1974
Navigation
Algérie 1976
La 1re édition du Championnat d'Afrique des nations féminin de handball a lieu à Tunis (Tunisie) en 1974. Le tournoi, qui réunit quatre équipes nationales féminines de handball d'Afrique, est joué en même temps que le tournoi masculin.
À domicile, la Tunisie remporte son premier titre et se qualifie ainsi pour le championnat du monde 1975. Elle devance le Sénégal et l'Ouganda.
À noter que de sérieux problèmes d'arbitrage émaillent la compétition. C'est ainsi notamment que l'Égypte, rivale éternelle de la Tunisie, quitte le tournoi avant les finales pour protester contre les décisions de deux arbitres sénégalais un peu trop favorables aux joueurs tunisiens. Les deux équipes égyptiennes sont disqualifiées en raison de leur départ. 

## Résultats
| Journée | Nation 1 | Score   | Nation 2 |
| ------- | -------- | ------- | -------- |
| 1       | Tunisie  | 13 – 9  | Sénégal  |
| 1       | Égypte   | 9 – 7   | Ouganda  |
| 2       | Tunisie  | 23 – 4  | Ouganda  |
| 2       | Sénégal  | 9 – 9   | Égypte   |
| 3       | Tunisie  | forfait | Égypte   |
| 3       | Sénégal  | 16 – 5  | Ouganda  |

Remarque : l'Algérie a déclaré forfait avant la compétition.

## Classement final
Au classement final, la Tunisie l'a emporté devant le Sénégal et l'Ouganda :
| Classement                  | Pays    | Commentaire                   |
| --------------------------- | ------- | ----------------------------- |
| Médaille d'or, Afrique      | Tunisie | Qualifié pour le Mondial 1975 |
| Médaille d'argent, Afrique  | Sénégal |                               |
| Médaille de bronze, Afrique | Ouganda |                               |
| -                           | Égypte  | Disqualifié                   |
| -                           | Algérie | Forfait avant la compétition  |